# Katastrofa lotu TAT 230
Katastrofa lotu TAT 230 – wydarzyła się 4 marca 1988. W jej wyniku Fairchild FH-227 należący do TAT European Airlines rozbił się, zabijając wszystkie 23 osoby na pokładzie.

## Samolot
Maszyną obsługującą lot 230 był Fairchild FH-227 (nr rej.F-GCPS) o numerze seryjnym 546. Samolot został wyprodukowany w 1967 roku i wylatał 33 142 godziny, czyli wykonał 55 843 cykli startu i lądowania.

## Przebieg lotu
Lot 230 wystartował z Nancy o 6:53 i zgodnie z planem wzniósł się na wysokość przelotową 14000 stóp. O 7:26 załoga dostała zgodę na zniżanie z 9000 stóp do 7000 stóp. Chwilę później załoga dostała zgodę na zniżanie do 6000 stóp, był to ostatni kontakt z samolotem. Po chwili maszyna zaczęła bardzo szybko tracić wysokość. O 7:37 samolot przeciął linię energetyczną, a następnie uderzył w ziemię, zabijając wszystkie 23 osoby na pokładzie.

## Przyczyny
Prawdopodobną przyczyną katastrofy była awaria elektryczna instrumentów pokładowych, która spowodowała utratę orientacji przestrzennej, a w konsekwencji uderzenie o ziemię.

## Kontrowersje
Na pomniku ofiar katastrofy jest mowa o 24 ofiarach, a w oficjalnym raporcie o 23 ofiarach. 